# Melisbek Myrsakmatow
Melisbek Myrsakmatow (kirgisisch Мелисбек Мырзакматов, russisch Мелисбек Жоошбаевич Мырзакматов Melisbek Schooschbajewitsch Myrsakmatow; * 18. April 1969 in Papan im Distrikt Karasu) ist ein kirgisischer Politiker. Er ist seit 2009 Bürgermeister von Osch. und gilt als kirgisischer Nationalist und Mitglied der „Volkspartei“ Ak Jol.

## Politik
1995 war Miyrsakmatow an der Technologieuniversität von Osch. Sein Spezialgebiet war Wirtschaft.
Er ist seit 16. Januar 2009 Bürgermeister von Osch und unterhält eine Miliz.
Seit Februar 2009 ist Mirsakmatow der Vorsitzende des Wrestlingverbands von Osch.
2010 forderte er in der Auseinandersetzung mit der Übergangsregierung, dass  Osch zur Hauptstadt Kirgistans ernannt werde solle. Mirsakmatow übernahm in einem Interview mit der russischen Zeitung Kommersant die Verantwortung für die ethnischen Unruhen in Südkirgisistan 2010, bei denen vor allem in Osch zwischen 174 und 2.500 Menschen getötet wurden, betonte aber, dass die Usbeken den Konflikt begonnen hätten. Er schlug vor, statt der verbrannten usbekischen Häuser Mietskasernen zu errichten.

## Persönliches
Myrsakmatow ist verheiratet und hat fünf Kinder.